# Devlet IV Giray
Devlet IV Giray (mort à Constantinople en 1781) est un khan de Crimée ayant régné de 1769 à 1770, puis de 1775 à 1777.

## Origine
Devlet IV Giray est le fils d'Arslan Giray dont il devient le qalgha en 1767.

## Premier règne
Il succède à Krim Giray en avril 1769 et nomme Shahbaz Giray comme qalga et Mubarek Giray comme nureddin, mais il est déposé dès février 1770 et remplacé par Qaplan II Giray.

## Second règne
Pendant les dernières années de la guerre russo-turque de 1768-1774, Devlet Giray est envoyé par les Ottomans avec une troupe afin de défendre le Kouban. Il refuse d'accepter le traité de Küçük Kaynarca et continue le combat contre les Russes près d'Azov et, à la tête d'un important groupe de Caucasiens, il envahit la péninsule de Taman. Fin 1774, il traverse le détroit avec son armée, écrase les défenses russes à Yenikale-Kerch et occupe Kefe. La volonté de Devlet Giray de se ressaisir du trône de Crimée, en contravention avec l'accord russo-ottoman, est claire, et Sahib II Giray s'enfuit à Constantinople en 1775. Les envoyés ottomans chargés de reconnaitre Sahib II arrivent à Bakhtchyssaraï au moment où Devlet Giray occupe la ville. Devlet s'empare de l'investiture et s'impose auprès des élites de Crimée comme souverain légitime.
À la surprise générale, Catherine II de Russie le reconnait comme khan et le consul russe Shcherbinine s'adresse à lui en le nommant « votre excellence Devlet Giray Khan ». Devlet IV Giray nomme de nouveau Shahbaz Giray qalgha et Mubarek Giray nureddin. En juillet 1775, Devlet IV Giray envoie une délégation de 16 mirzas à la Sublime Porte, demandant d'obtenir un amendement des clauses du traité et d'accepter de nouveau la Crimée comme État vassal. Il est soutenu dans sa démarche auprès du Sultan Abdülhamid Ier par la communauté tatare implantée dans la capitale.
Les Russes, qui étaient venus à bout de la révolte de Pougatchev au milieu de l'année 1775, décident de soutenir contre lui Chahin Giray qui, avec l'appui Cam Mambet Bey, chef des hordes nogaïs, lève une troupe dans le Kouban au cours de l'hiver 1775-1776. Le gouvernement de Catherine II, par intimidation, obtient de la Sublime Porte qu'elle ne soutienne pas Devlet IV.
En novembre 1776, une armée russe s'empare une nouvelle fois de Perekop et ouvre ainsi la voie à Chahin Giray et à ses nogaïs qui franchissent le détroit de Kertch. Dès janvier 1777, il prend Kefe et Bakhtchyssaraï ; le général Prozorowski peut annoncer à Saint-Pétersbourg l'accession au trône de Chahin Giray. En mars 1777, Develt IV, sans soutien des Ottomans, abdique et se retire à Constantinople où le gouvernement lui accorde une pension et où il réside jusqu'à sa mort quatre ans plus tard.